# Джиги Камара
Джиги Камара (Djigui Camara) — гвінейський дипломат. Надзвичайний і Повноважний Посол Гвінейської Республіки в Україні за сумісництвом (1996—2000). Кандидат політичних наук (1999).

## Життєпис
Закінчив Університет дружби народів ім. Патріса Лумумби. Захистив дисертацію на тему російсько-гвінейського співробітництва в Інституті Африки Російської Академії Наук.
У 1993 році — Національний директор зі співробітництва Міністерства закордонних справ та співробітництва Гвінеї.
З 26 вересня 1996 року — Надзвичайний і Повноважний Посол Гвінейської Республіки в Російській Федерації.
У 1996—2000 рр. — Надзвичайний і Повноважний Посол Гвінейської Республіки в Україні за сумісництвом.
У 1996—2000 рр. — Надзвичайний і Повноважний Посол Гвінейської Республіки в Грузії за сумісництвом.
У 1996—2000 рр. — Надзвичайний і Повноважний Посол Гвінейської Республіки в Литві за сумісництвом
У 2000—2007 рр. — Надзвичайний і Повноважний Посол Гвінейської Республіки в КНР
У 2000—2007 рр. — Надзвичайний і Повноважний Посол Гвінейської Республіки в Камбоджа за сумісництвом
З 2008 — був Міністром планування та співробітництва Гвінеї.
У 2014—2019 рр. — Надзвичайний і Повноважний Посол Гвінейської Республіки в Анголі.

## Автор праць
- Камара Д. Российско-гвинейское сотрудничество: современное состояние и перспективы: дисс. канд. полит. н.: 23.00.04 / Джиги Камара. М., 1999
- Джигуа Камара АФРИКАНСЬКІ ВИКЛИКИ І СТРАТЕГІЯ ПОБУДОВИ ISBN : 978-2-296-56921-8 • березень 2012 • 418 стор[9].